# Pitcher del Año
El premio Pitcher del Año, también conocido como Trofeo José "Carrao" Bracho, es una distinción otorgada anualmente al mejor lanzador de la Liga Venezolana de Béisbol Profesional. El premio fue otorgado por primera vez en 1986 en honor al lanzador José "Carrao" Bracho, miembro del Salón de la fama y museo del béisbol venezolano, ganándolo por primera vez Ubaldo Heredia de los Leones del Caracas.
De los 34 jugadores nombrados pitcher del año, solo Ubaldo Heredia y Wilson Álvarez han sido elegidos como miembros del Pabellón de la Fama del Caribe. Los miembros de los Cardenales de Lara han ganado el mayor número de premios de cualquier franquicia (con 10), seguido por los Leones del Caracas (6). Yohan Pino de los Navegantes del Magallanes es el actual poseedor del premio.

## Ganadores
| Año | Enlace al artículo de la temporada correspondiente de la Liga Venezolana de Béisbol Profesional |
| ‡   | Miembro del Pabellón de la Fama del Caribe                                                      |

| Año     | Lanzador            | Equipo                    | Récord        | SV            | Efec.         | K             | Ref.          |
| ------- | ------------------- | ------------------------- | ------------- | ------------- | ------------- | ------------- | ------------- |
| 1985-86 | Ubaldo Heredia ‡    | Leones del Caracas        | 8-3           | 0             | 2.44          | 48            |               |
| 1986-87 | Dennis Powell       | Leones del Caracas        | 7-0           | 0             | 1.68          | 31            |               |
| 1987-88 | Oswald Peraza       | Cardenales de Lara        | 6-1           | 0             | 1.16          | 42            |               |
| 1988-89 | Julio César Strauss | Leones del Caracas        | 8-1           | 0             | 2.14          | 31            |               |
| 1989-90 | Jim Neidlinger      | Leones del Caracas        | 8-2           | 1             | 2.99          | 65            |               |
| 1990-91 | Joe Ausanio         | Tigres de Aragua          | 8-4           | 8             | 2.94          | 68            |               |
| 1991-92 | Wilson Álvarez ‡    | Águilas del Zulia         | 8-0           | 0             | 1.47          | 64            |               |
| 1992-93 | Antonio Castillo    | Cardenales de Lara        | 9-4           | 0             | 2.22          | 79            |               |
| 1993-94 | Juan Carlos Pulido  | Navegantes del Magallanes | 11-1          | 0             | 2.24          | 50            |               |
| 1994-95 | Richard Garcés      | Tigres de Aragua          | 3-0           | 18            | 0.30          | 32            |               |
| 1995-96 | Omar Daal           | Leones del Caracas        | 10-2          | 0             | 1.68          | 73            |               |
| 1996-97 | Omar Daal           | Leones del Caracas        | 9-1           | 0             | 1.49          | 64            |               |
| 1997-98 | Beiker Graterol     | Cardenales de Lara        | 9-1           | 0             | 1.67          | 50            |               |
| 1998-99 | Mike Romano         | Cardenales de Lara        | 8-1           | 0             | 2.49          | 36            |               |
| 1999-00 | Keith Evans         | Pastora de Los Llanos     | 9-2           | 0             | 2.49          | 47            |               |
| 2000-01 | Edwin Hurtado       | Cardenales de Lara        | 11-1          | 0             | 3.24          | 66            |               |
| 2001-02 | Jeff Farnsworth     | Cardenales de Lara        | 7-0           | 0             | 1.51          | 38            |               |
| 2002-03 | No se entregó       | No se entregó             | No se entregó | No se entregó | No se entregó | No se entregó | No se entregó |
| 2003-04 | Edwin Hurtado       | Cardenales de Lara        | 8-3           | 0             | 2.08          | 86            |               |
| 2004-05 | Ricardo Palma       | Pastora de Los Llanos     | 6-2           | 0             | 2.02          | 51            |               |
| 2005-06 | Willie Eyre         | Tigres de Aragua          | 9-0           | 0             | 1.26          | 39            |               |
| 2006-07 | Horacio Estrada     | Tigres de Aragua          | 5-1           | 0             | 1.96          | 50            |               |
| 2007-08 | Alexander Herrera   | Caribes de Anzoátegui     | 8-2           | 0             | 3.89          | 52            |               |
| 2008-09 | David Austen        | Águilas del Zulia         | 8-2           | 0             | 1.98          | 38            |               |
| 2009-10 | Jean Machí          | Navegantes del Magallanes | 2-0           | 16            | 1.25          | 27            |               |
| 2010-11 | Andrew Balwin       | Caribes de Anzoátegui     | 5-2           | 0             | 2.08          | 47            |               |
| 2011-12 | Renyel Pinto        | Caribes de Anzoátegui     | 6-1           | 0             | 2.43          | 73            |               |
| 2012-13 | Dwayne Pollok       | Águilas del Zulia         | 7-2           | 0             | 2.36          | 46            |               |
| 2013-14 | Mitch Lively        | Navegantes del Magallanes | 6-1           | 0             | 1.70          | 41            |               |
| 2014-15 | José Álvarez        | Caribes de Anzoátegui     | 6-1           | 2             | 1.91          | 40            |               |
| 2015-16 | Raúl Rivero         | Cardenales de Lara        | 7-4           | 0             | 2.03          | 54            |               |
| 2016-17 | Raúl Rivero         | Cardenales de Lara        | 7-1           | 0             | 2.17          | 61            |               |
| 2017-18 | Guillermo Moscoso   | Tigres de Aragua          | 5-2           | 0             | 2.05          | 42            |               |
| 2018-19 | Jorge Martínez      | Cardenales de Lara        | 5-3           | 0             | 2.26          | 40            |               |
| 2019-20 | Yohan Pino          | Navegantes del Magallanes | 5-0           | 0             | 2.11          | 40            |               |